# Beicheng, Heze
Beicheng (kinesiska: 北城, 北城街道) är ett stadsdelsdistrikt i Kina. Den ligger i staden Heze i provinsen Shandong, i den östra delen av landet, omkring 210 kilometer sydväst om provinshuvudstaden Jinan.
Genomsnittlig årsnederbörd är 726 millimeter. Den regnigaste månaden är juli, med i genomsnitt 208 mm nederbörd, och den torraste är januari, med 4 mm nederbörd.